# Quintus Fulvius Nobilior
Quintus Fulvius Nobilior war ein Politiker der römischen Republik im 2. Jahrhundert v. Chr.
Der Sohn von Marcus Fulvius Nobilior, Konsul des Jahres 189 v. Chr., war 184 als triumvir für die Ansiedlung von Kolonisten in den römischen Kolonien Potentia und Pisarum zuständig. Dabei verschaffte er dem Dichter Quintus Ennius das römische Bürgerrecht. 164 v. Chr. war er kurulischer Ädil und gelangte 153 v. Chr. zum Konsulat. Zusammen mit seinem Kollegen Titus Annius Luscus war er der erste Konsul, der sein Amt am 1. Januar antrat und nicht im März wie bisher üblich. Fulvius Nobilior kämpfte als Konsul in Spanien gegen die Keltiberer, erlitt bei Numantia aber schwere Verluste, was ihm Cato zum Vorwurf machte. 136 v. Chr. wurde er zusammen mit Appius Claudius Pulcher Zensor.